# Locomotiva FS 940
Le locomotive a vapore del gruppo 940 sono delle locotender a vapore delle Ferrovie dello Stato italiane, costruite per i servizi gravosi sulle linee appenniniche dell'Italia centrale, quasi tutte fuori servizio salvo:
- La FS 940.006 che si trova nel deposito di Fabriano utilizzata per i treni storici,
- La FS 940.014, ripristinata per le celebrazioni del 100º anno di fondazione delle OGR di Voghera nel 2015.

Le FS 940 sono il prodotto della rielaborazione del precedente progetto del gruppo 740, a cui è stata modificata la distribuzione dei pesi per rendere la locomotiva simmetrica, cioè in grado di sviluppare la medesima velocità sia in marcia avanti che in marcia indietro. Ciò consentiva di non dover girare la locomotiva nelle piccole stazioni di testa delle linee.
Con un rodiggio 1-4-1, una potenza di 980 CV, sviluppavano una velocità di circa 65 km/h.
Alcuni esemplari hanno ricevuto un rialzo della carbonaia che ha permesso di aumentare la capacità di carbone da 3.5 tonnellate a circa 5.
Vennero costruite in 50 esemplari tra il 1922 ed il 1923. Altre 3 furono costruite nel 1924 dalla OM per la SFB (Strada Ferrata di Biella). Assunsero inizialmente i numeri 401 ÷ 403, per passare nel 1928 a 941 ÷ 943. Queste tre unità differivano da quelle FS per la guida a destra e per la posizione delle targhe di classificazione poste verso la coda. Nel 1951 entrarono nel parco delle FS con la numerazione FS 940.051 ÷ 053.

## Le FS 940 spartineve
Essendo una macchina da montagna, le locomotive FS 940 si confrontarono spesso con la neve dei lunghi inverni appenninici e alpini. La motrice fu dotata anteriormente di un vomere caratterizzato da una lama inferiore (ripiegabile), e fiancatine avvolgenti. Queste ultime infatti impicciavano la manutenzione, e quindi si aprivano a porta. È facile trovare immagini con le fiancatine aperte, mentre più rare sono quelle in versione “invernale”, chiuse. In caso di nevicate abbondanti, queste disposizioni non erano sufficienti. Per questo, stagionalmente venivano montati ampi spartineve sui quali veniva riportata la marcatura della macchina (visto che il pancone ne veniva nascosto). In caso di abbondanti nevicate, due locomotive FS 940 venivano accoppiate.

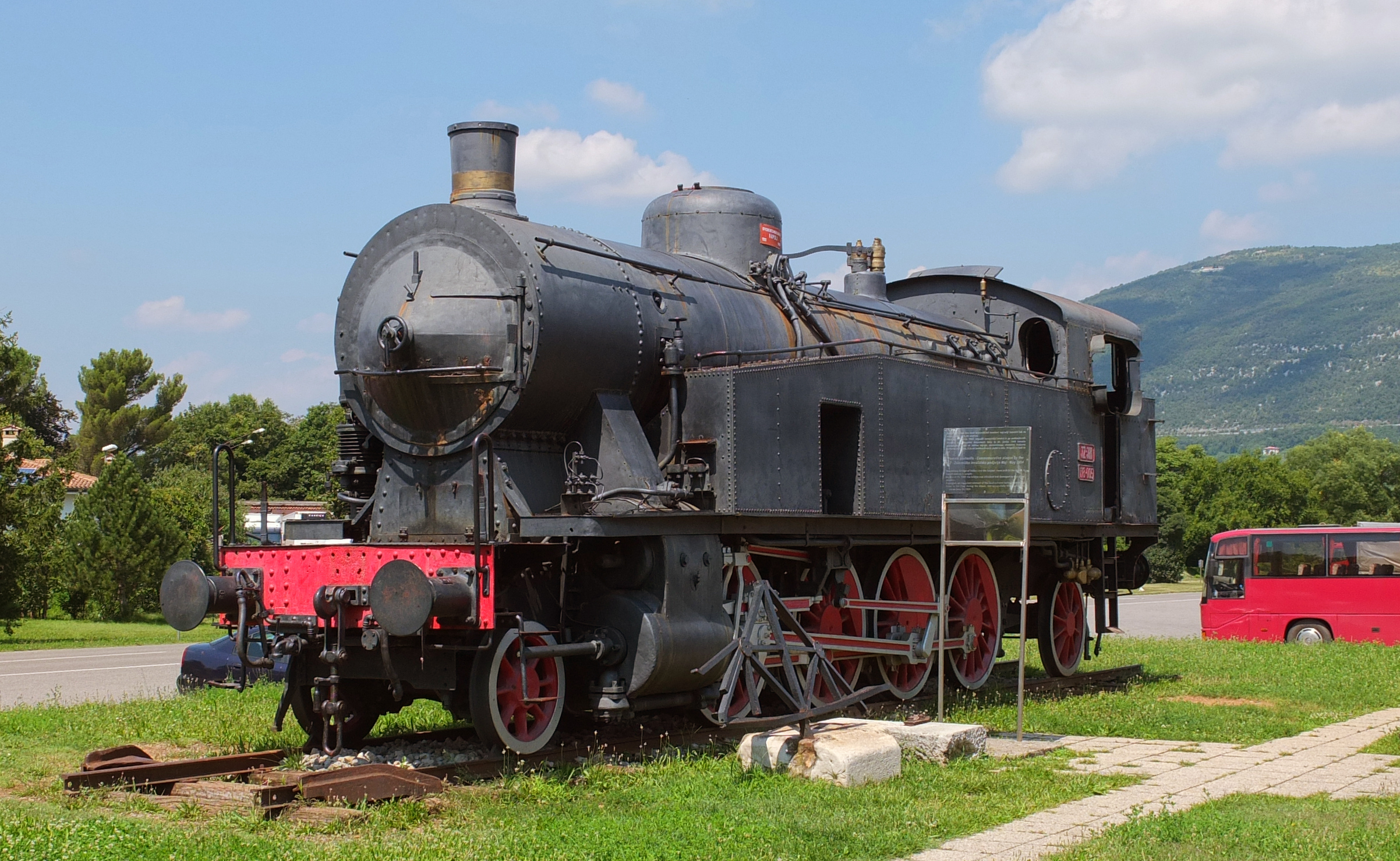
Locomotiva JŽ 118.005 (ex FS 940.015) esposta a Nova Gorica

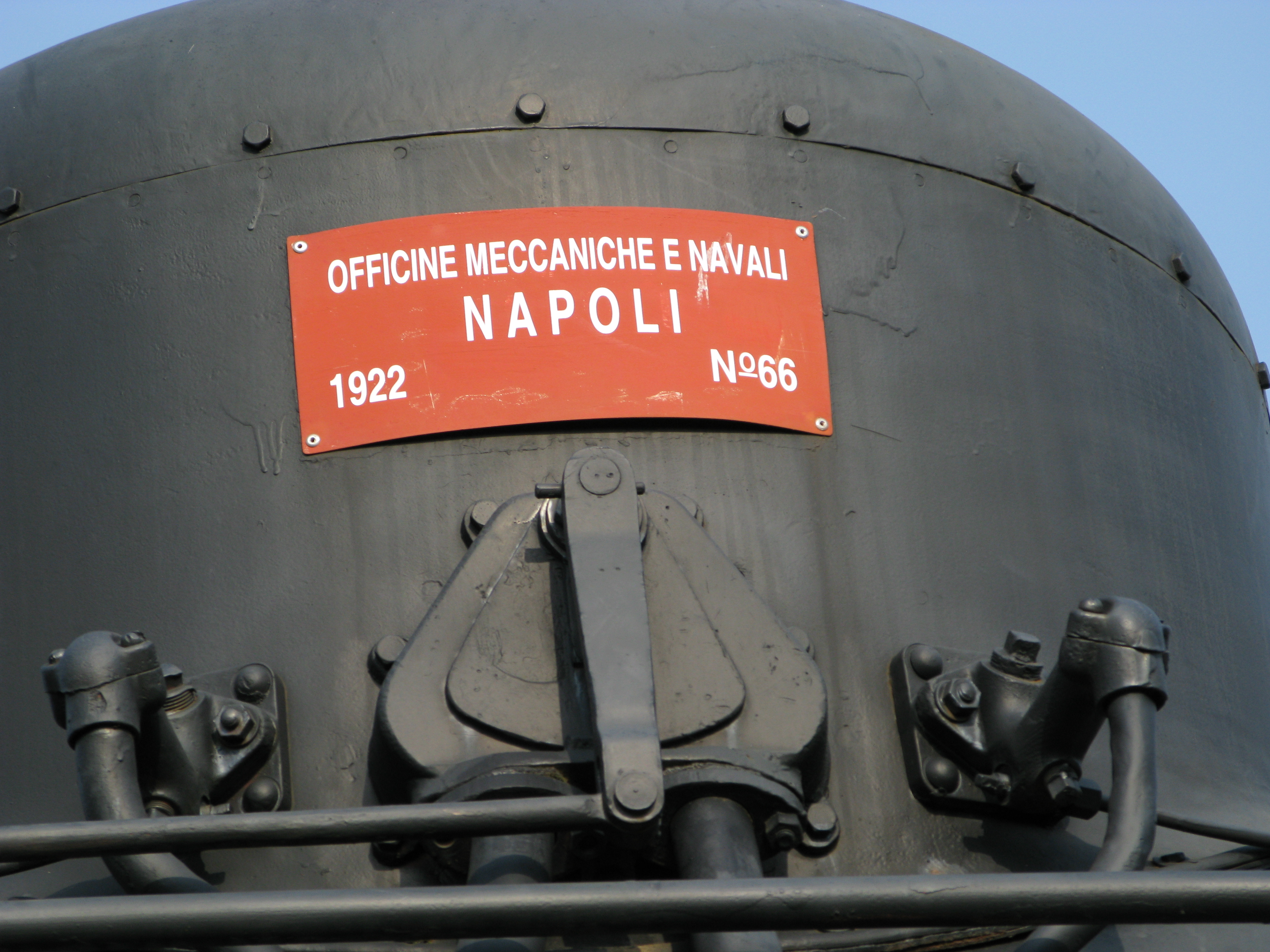
Dettaglio del duomo della JŽ 118.005 (ex FS 940.015)

.

## Le FS 940 jugoslave JŽ 118
Durante la Seconda Guerra mondiale, alcune FS 940, assegnate alla Delegazione Ferroviaria Orientale di Lubiana, caddero in mano Jugoslava, ed entrarono a far parte delle JŽ nel gruppo 118. Secondo Cornolò si tratterebbe di 4 motrici, secondo Kalla-Bishop si tratta delle FS 940.021, 047, 045 e 013. Tuttavia, l’esistenza della JŽ 118.005 (ex FS 940.015), come lo dimostra la targhetta sul duomo, esposta in stazione di Nova Gorica fa ritenere che si trattasse di (almeno) 5 macchine.

## Unità conservate
Sono 18 le unità conservate:
- La 940.001 - custodita al padiglione ferroviario del Museo nazionale della scienza e della tecnologia "Leonardo da Vinci" di Milano
- La 940.002 - monumentata a Piazza al Serchio (Lucca)
- La 940.003 - in condizioni di non funzionamento presso l'ex DRS di Rimini.
- La 940.006 - si trova nel deposito di Fabriano in ottime condizioni utilizzata per l'effettuazione di treni storici.
- La 940.014  - in stato di totale abbandono, ma dal gennaio del 2014 è iniziato il restauro presso l'Officina Grandi Riparazioni di Voghera dove è stata ripristinata per le celebrazioni del 100º anno di fondazione delle officine medesime nel 2015.
- La 940.015 - esposta presso la stazione di Nova Gorica in Slovenia.
- La 940.019 - collocata nell'aprile 1985 in un parco giochi di Ronco Briantino, precisamente in via Don Biagio Rossetti,2 e permane in tale collocazione
- La 940.022 - è in fase di riparazione e restauro presso il deposito di Mestre da parte dei soci di Avts.
- La 940.030 - conservata in ottime condizioni estetiche, è attualmente esposta di fronte alle ex OGR (Officine Grandi Riparazioni) di Torino per le celebrazioni del 150º Unità d'Italia, accanto alla E404.002, in livrea Frecciarossa.

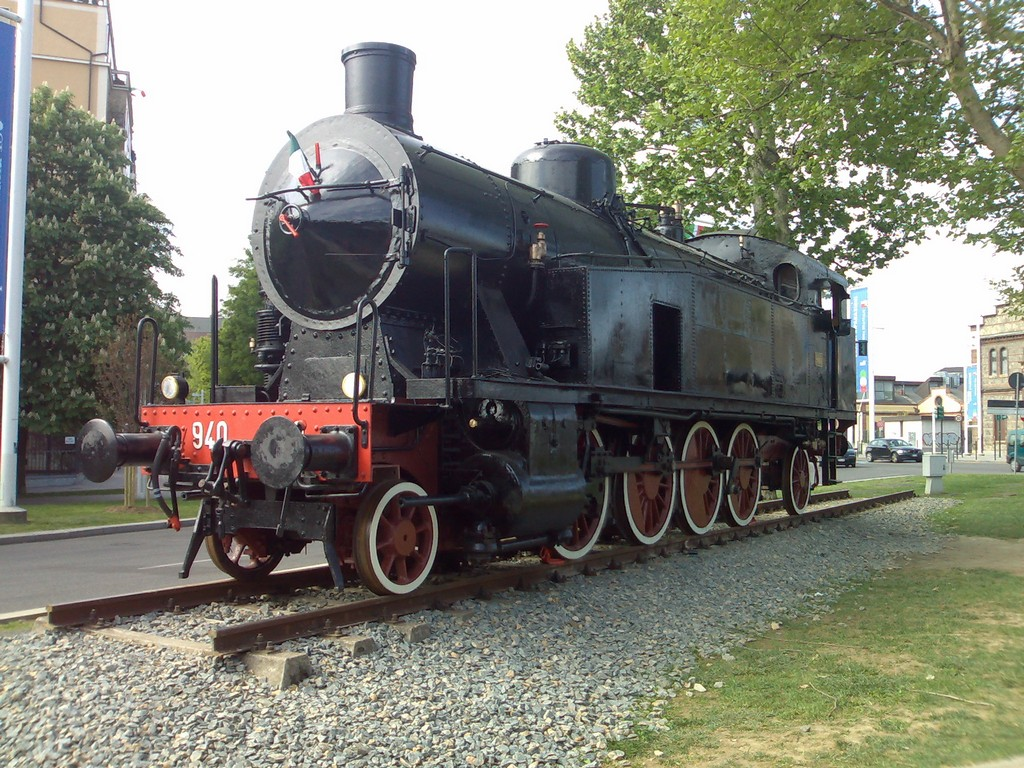
Gr 940.030 Innanzi alle OGR di Torino

- La 940.036 - già in revisione presso il Museo Nazionale dei Trasporti di La Spezia[2], verrà esposta al pubblico, con i componenti a vista, presso il Museo di Pietrarsa dopo essere stata sezionata[3].
- La 940.041 - attiva per l'effettuazione di treni storici, curata dai volontari del museo FERALP TEAM di Bussoleno.
- La 940.044 - presso il deposito di Sulmona in attesa di riparazioni, è stata utilizzata nelle riprese del film di Roberto Benigni La vita è bella nel quale traina il treno merci tedesco atto alla deportazione nei campi di concentramento.
- La 940.047 - si trova nella stazione di Casarsa[4].
- La 940.050 - custodita dal Museo nazionale dei trasporti della Spezia ed appare nel film Il Burbero di Castellano e Pipolo con Adriano Celentano e Debra Feuer.
- La 940.052 - esposta al Museo ferroviario di Montesilvano

## Galleria d'immagini

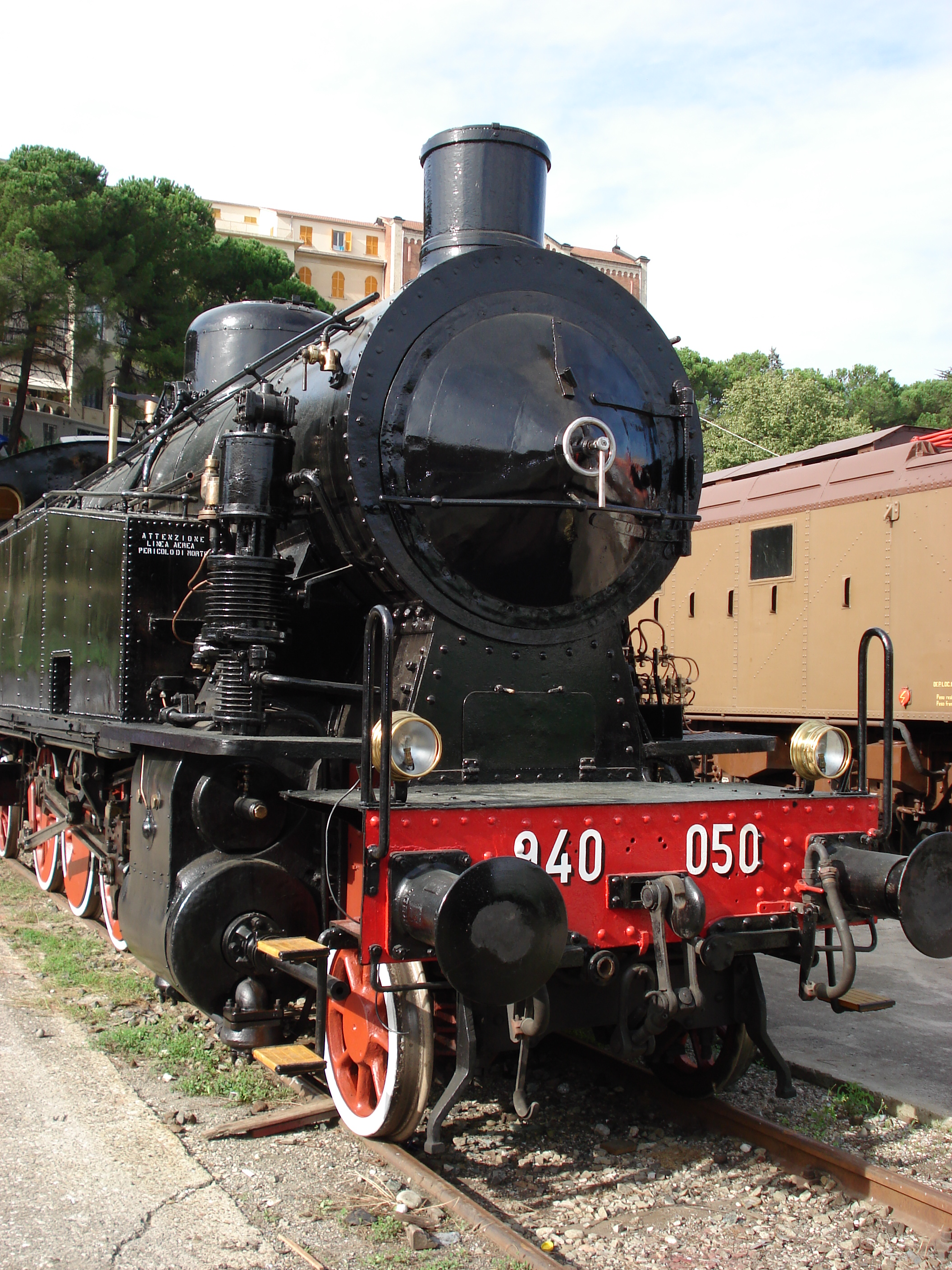
[5] La 940.050 presso il Museo Nazionale dei Trasporti, a La Spezia.
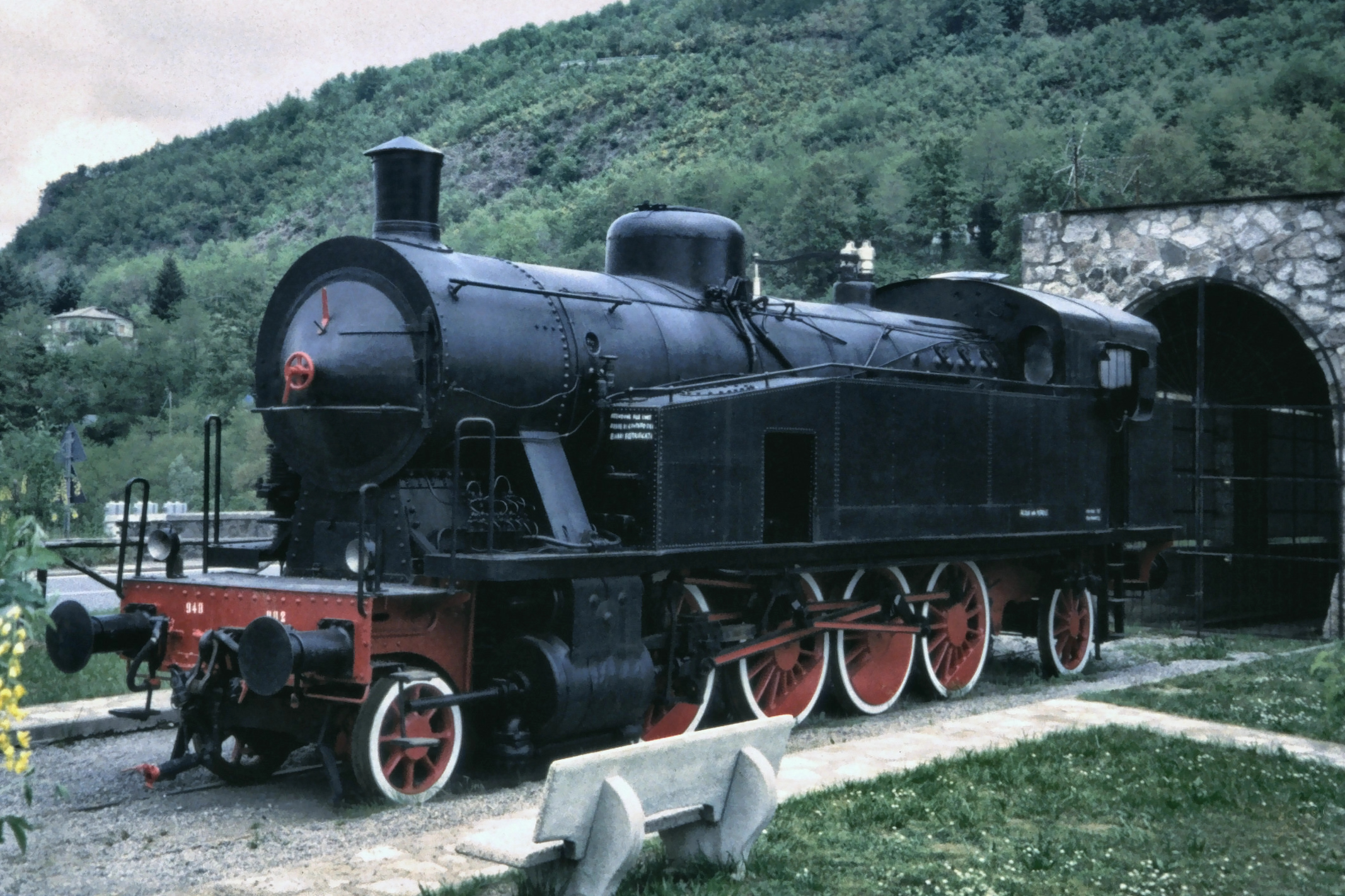
La 940.002 a Piazza al Serchio
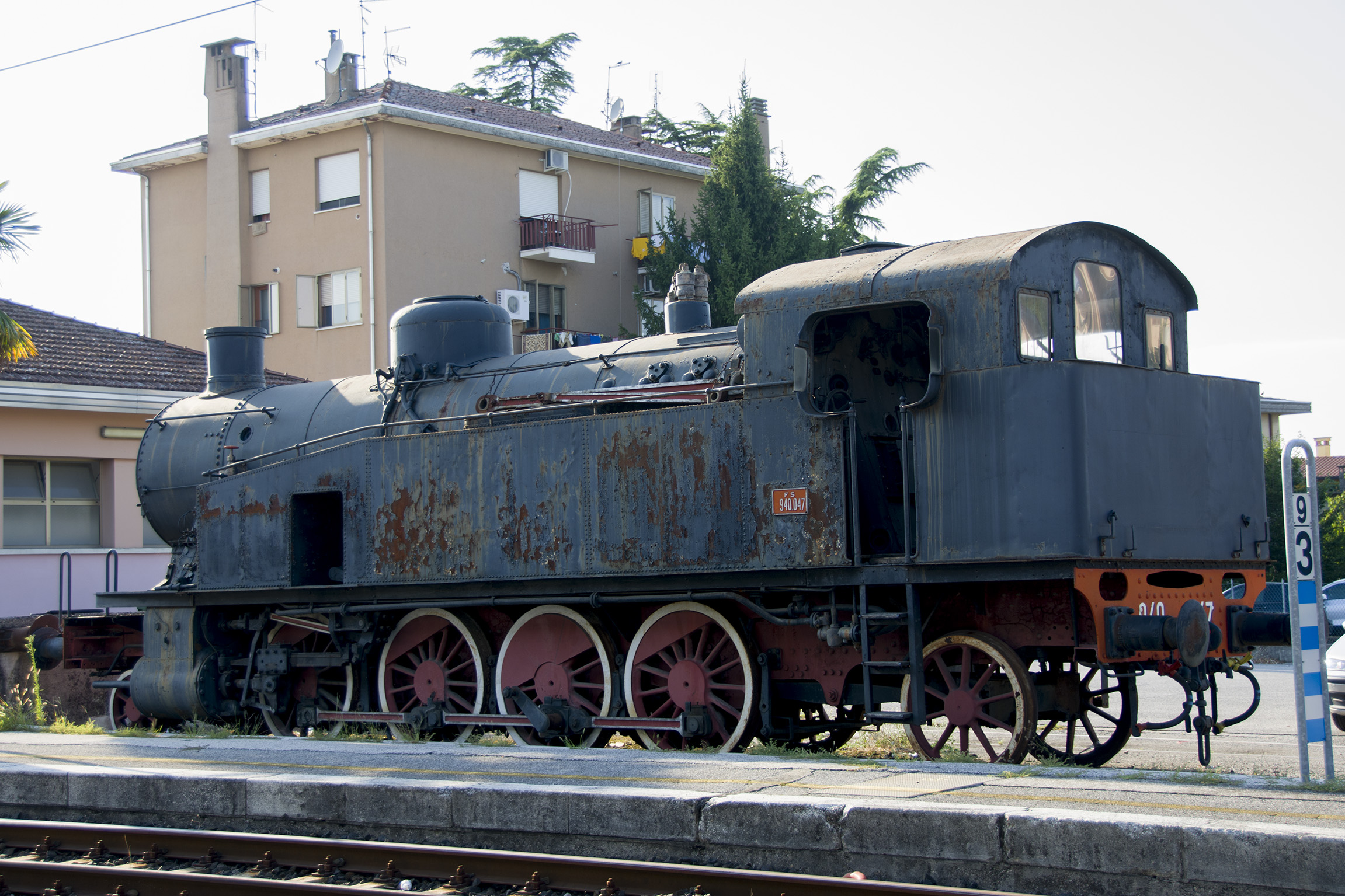
La 940.047 nella stazione di Casarsa

### Fonti a stampa
- Enrico Levi, Nuove locomotive a 4 assi accoppiati (1-4-1) delle Ferrovie dello Stato Italiano, in Rivista tecnica delle ferrovie italiane, a. 11, 22 (1922), n. 5, pp. 317–321 e tav. XVIII e XVIII-bis.
- Album FS, 1915-1923.
- Istruzione FS, 1940.
- Corbellini, 1955.
- Diegoli, 1961.
- Vicuna, 1968.
- Vicuna, 1986.
- Istruzione FS, 1971.

### Storiografia e complementi
- Damen, Naglieri, Pirani, 1971.
- Briano, 1977.
- Cornolò, 1998.
- Riccardi, 2005.
- Gruppo 940: 90 anni di onorato servizio, in I Treni n. 357 (marzo 2013), pp. 12–18.